# Mantaina (Xanthi)
Mantaina (sau Mantena) este un sat semi-muntos din prefectura Xanthi cu o populație în 2021 de 281 de locuitori și aflat la o altitudine de 460 de metri.

## Geografie - Istorie
Satul Mantaina este inclus din punct de vedere cultural în Pomakochoria din Xanthi (ca toate celelalte sate din regiune). În limba pomacă se numește Basaykovo. Locuitorii săi sunt angajați în agricultură și creșterea animalelor, precum și în construcții (în principal în Xanthi), păstrând în același timp tradiția și îmbrăcămintea locală. Potrivit tradiției pomace, se relatează că în localitatea „Cherven Kamen” (Piatra Roșie), în perioada islamizării forțate din secolele XVI - XVII, mai multe de fete s-au aruncat de pe stâncă pentru a nu fi capturate de turci. În sat există o școală minoritară cu 2 locuri.

## Administrativ
Conform Planului Kallikratis se încadrează în municipalitatea Myki și, conform recensământului din 2011, avea o populație de 276 de locuitori .